# Institut français des relations internationales
Das Institut français des relations internationales (Ifri; deutsch Französisches Institut für internationale Beziehungen) ist das größte französische politikwissenschaftliche Forschungsinstitut für Außenpolitik und internationale Beziehungen. Die Denkfabrik wurde wiederholt in der „Global Go-To Think Tanks“-Studie der University of Pennsylvania ausgezeichnet. 

## Geschichte
Im Jahre 1973 wurde Thierry de Montbrial vom französischen Außenminister Michel Jobert damit beauftragt, am Quai d’Orsay das Centre d’analyse et de prévision (abgekürzt „CAP“, Prognose- und Analysezentrum) zu gründen, um das Verständnis der internationalen Beziehungen zu fördern. Diese Erfahrung bestärkte ihn in seinem Wunsch, ein unabhängiges Forschungszentrum dazu zu entwickeln. Ifri wurde 1979 von Thierry de Montbrial mit Hilfe des damaligen Premierministers Raymond Barre und der Außenminister Louis de Guiringaud und Jean François-Poncet gegründet. Marc Gilbert, Ex-Produzent für die ehemalige französische öffentlich-rechtliche Rundfunkanstalt ORTF, wurde als Generalsekretär berufen. Die Struktur Ifris beruht auf dem Modell vom Centre d’études de politique étrangère (abgekürzt „CEPE“, Außenpolitikstudienzentrum), das 1935 von französischen Universitäten und der Carnegie-Stiftung für Weltfrieden gegründet wurde.
Heute zählt Ifri ungefähr 80 Partnerunternehmen und etwa 400 Mitglieder (Privat- sowie Institutskunden). Im März 2005 wurde der Ableger „Ifri Brüssel“ am Sitz der Europäischen Kommission in Brüssel gegründet.

## Organisation und Finanzierung
Ifri ist ein gemeinnütziger Verein, dessen Finanzierung aus verschiedenen Quellen erfolgt: staatliche Zuwendungen oder Verträge, private Subventionen, Unterstützungen von Privatkunden oder Unternehmen. Die Mitgliederliste ist online.
Die Organisation beruht auf dem angelsächsischen Denkfabrikmodell und wird seit seiner Gründung von Thierry de Montbrial im Jahre 1979 auf Dauer angelegt. Ifri ist ein integrierender Bestandteil des Netzwerks der größten internationalen Denkfabriken und hat das Ziel, Akteure und Analytiker der internationalen Bühne zu versammeln und über die heutigen Streitpunkte gründlich und offen nachzudenken.
So strebt Ifri danach:
- die Forschung im Bereich öffentlicher Politiken auf internationaler Ebene zu entwickeln;
- Kommunikation und konstruktives Zusammenwirken zwischen Forschern, Praktikern und Meinungsführern zu fördern.

Ifri ist von staatlicher Kontrolle unabhängig und ist an keiner politischen Partei verbunden. Das Institut misst seiner politischen und intellektuellen Unabhängigkeit eine große Bedeutung bei, deshalb entschließt es sich für eine Diversifikation seiner Quellen von öffentlicher und privater Finanzierung. Mit einem Haushalt in Höhe von 6,5 Millionen Euro im Jahr 2011 und ungefähr 70 % aus privaten Quellen konnte Ifri trotz der Grenzen der globalen Wirtschaftskrise seiner Unabhängigkeit und seiner Aufgabe treu bleiben.
Zum Institut gehören etwa sechzig Personen, unter denen dreißig französische sowie ausländische Forscher versammelt werden. Über die Hälfte davon besteht aus Personen unter vierzig. Die Forschungszentren werden geographisch (Europa, Russland, Neue Unabhängige Staaten, Asien, Mittlerer Osten, Afrika, USA) und thematisch (Sicherheit und strategische Fragen, Energie, Raum, internationale Wirtschaft, Gesundheits- und Umweltfragen) organisiert.
Außer seinen Forschungsprojekten versammelt Ifri jedes Jahr weltweit renommierte Vortragende, die auf informelle und unparteiische Weise großartige und wertvolle Schlüssel zum Verständnis der internationalen Fragen vermitteln. Das Institut organisiert etwa vierzig Konferenzen pro Jahr in Paris (zweiundvierzig im Jahre 2011). So empfängt Ifri jährlich über 10.000 Teilnehmer zu seinen Veranstaltungen.
Unter den Gästen der letzten Jahre finden sich insbesondere Nicolas Sarkozy, Dmitri Medwedew, Hu Jintao, Dschalal Talabani, Hamid Karzai, Wladimir Putin, Micheil Saakaschwili, Abdoulaye Wade, Václav Klaus, Pervez Musharraf, Abdullah Gül, Boris Tadić, Wiktor Janukowytsch, Paul Kagame, Herman Van Rompuy, José Manuel Barroso, Anders Fogh Rasmussen usw.

## Partnerschaften und Ausstrahlung im Ausland
Ifri arbeitet partnerschaftlich mit seinen internationalen Homologen: der RAND Corporation, der Brookings Institution, dem Council on foreign relations, dem Center for Strategic and International Studies (CSIS), der Carnegie-Stiftung für Weltfrieden, dem Japan Institute for international affairs (JIIA), dem Institut d’Etat, dem Staatlichen Moskauer Institut für internationale Beziehungen (MGIMO), der French-Korean Foundation, der Deutschen Gesellschaft für Auswärtige Politik (DGAP) usw.
Ifri ist bestrebt, das französische Hauptinstitut in Europa zu sein. Die europäische Dimension steht so im Zentrum jeder Aktivität des Institutes. Ifri wird durch jenes im März 2005 eingerichtete Amt „Ifri Brüssel“ in Brüssel vertreten, das als eine aktive Interface zwischen Paris und Brüssel gilt. Seine Aufgabe besteht darin, durch einen vielthematischen Ansatz jeder Dimension der internationalen Beziehungen die europäische Debatte zu bereichern.
Ifri Brüssel organisiert etwa dreißig Veranstaltungen jedes Jahr und hat sich 2011 mit den folgenden Themen befasst: globaler Wirtschaftspolitik; europäischer Nachbarschaftspolitik; den ersten Schritten des Europäischen Auswärtigen Dienstes; der NATO, Russland und Afghanistan; schriftenlosen Personen in Europa; der europäischen Energie- und Umweltpolitik; Weltraumsicherheit in Europa; der Sicherheit in der Sahelzone.

## Aufgaben
Die politikorientierte Forschung Ifris hat die Aufgabe, die internationalen Hauptereignisse zu klären und in Aussicht zu stellen. Sie zielt als erstes auf die politischen und ökonomischen Leader, die akademischen Umfelde, die Meinungsführer und auch die Vertreter der Zivilgesellschaften.
Um dieses Projekt durchzuführen, die Aufgaben werden in drei Forschungszentren unterteilt, die geographisch (Europa, Asien, Afrika, Mittlerer Osten und Maghreb, zeitgenössische Türkei, USA, Russland und Neue Unabhängige Staaten, deutsch-französische Beziehungen usw.) oder thematisch (Globalisierung und globale Wirtschaft, Sicherheit und strategische Fragen, Migrationsströme und Identitätsfragen, Geopolitik der Energie, Klima usw.) organisiert werden. Jedes Zentrum veröffentlicht sein elektronisches Publizieren auf der Ifri-Website.
Heute versammelt Ifri etwa siebzig festangestellte französische sowie ausländische Forscher, die in 15 den geographischen oder thematischen Fragen gewidmete Forschungseinheiten unterteilt sind.

## Veröffentlichungen
Die vierteljährlich erscheinende Fachzeitschrift Politique étrangère und das kollektive einmal Jahrbuch Ramsès sind die beiden verlegerischen Haupttätigkeiten Ifris. Seit 1981 ist der Jahresbericht Ramsès (Auflage: etwa 10.000 Exemplare) den großen globalen Trends gewidmet. Die 1936 gegründete Politique étrangère, die eine thematische Darstellung der internationalen Nachrichten bietet, ist die älteste Zeitschrift dieser Fachrichtung in Frankreich. Eine Sonderausgabe wurde 2006 veröffentlicht, um das 70-jährige Bestehen der Zeitschrift zu feiern.
Außer diesen beiden Referenzen bietet Ifri kürzere oder mehr spezialisierte Publikationen, unter denen Les Notes de l’Ifri und Les Etudes de l’Ifri, die Kurzformat-Publikation Actuelles de l’Ifri, sowie die elektronische Publikation Ifris (etwa 10) und die Forscherwerke. Ifri verbreitet seine Analysen in mehreren Sprachen. Im Jahr 2011 wurden 12 Werke, von denen 4 übersetzt wurden, sowie 130 digitale Notes, von denen 50 % fremdsprachig sind (englisch, deutsch und russisch), veröffentlicht.